# Melinda Kinnaman
Melinda Rosalie Kinnaman, född 9 november 1971 i Västerleds församling i Stockholm,  är en svensk skådespelare. Hon är halvsyster till skådespelaren Joel Kinnaman och ytterligare fyra halvsyskon.

## Biografi
Melinda Kinnamans amerikanska föräldrar kom till Sverige i början av 1970-talet, då fadern deserterat från Vietnamkriget. Efter att ha läst en annons om provfilmning anmälde hon sig och fick rollen som ung flicka i Lasse Hallströms Mitt liv som hund (1985), vilket ledde till fler filmroller. Hon har arbetat med Bo Widerberg  i Ormens väg på hälleberget (1986), TV-uppsättningarna En far (1988) och Vildanden (1989), Hasse Alfredson i Vargens tid (1988) och Colin Nutley i TV-serien Vägen hem (1989) om en svensk au-pairflicka i England.
Hon medverkade 1992 i Ingmar Bergmans självbiografiska film Söndagsbarn. Melinda Kinnaman utbildade sig på Teaterhögskolan i Stockholm 1991-1994 och var därefter verksam på Dramaten, där hon 1994 debuterade i den kanadensiske regissören Robert Lepages uppsättning av August Strindbergs Ett drömspel. Det följdes av ett antal samarbeten med Eva Bergman, bland annat i titelrollen i Ifigenia i Aulis (1995), och med den danske regissören Peter Langdal, Körsbärsträdgården (1997), och uppsättningar av regissörer som Christian Tomner, Stefan Larsson och Mats Ek.
På scen och TV blev hon uppmärksammad för krävande och utlämnande roller i Lars Noréns Ett sorts Hades (1996) och prostituerad knarkare i Personkrets 3:1 (1998). 2002 spelade hon Julia i danska Katrine Wiedemanns produktion av Romeo och Julia på Dramatens scen Elverket, en uppsättning där teater och nycirkus blandades. Inriktningen på rörelse och dans fortsatte Kinnaman i ett par produktioner med Katrine Wiedemann i Köpenhamn i samarbete med Cirkus Cirkör, Shakespeares Stormen och Havfruen efter H.C. Andersens saga. 2008 medverkade hon i en renodlad dansproduktion, Pengar, björnar och terror på Moderna dansteatern i Stockholm. Sedan 2012 har hon på Dramaten under flera år för utsålda hus spelat den dramatiserade monologen Jag vill inte dö, jag vill bara inte leva, baserad på Ann Heberleins utlämnande bok om att leva med bipolär sjukdom.
1999 delade hon titelrollen med Pernilla August i den amerikanska filmen Maria, Jesu moder, och 2002 spelade hon en uppmärksammad filmroll som invandrarflicka, vars moderna idéer krockar med sin familjs traditionella syn på kvinnans plats i Hus i helvete. 2008 spelade hon i TV-serien Häxdansen och på scen i pjäsen Blommor av stål på Vasateatern i Stockholm tillsammans med Pernilla August, Suzanne Reuter, Gunilla Nyroos, Cecilia Nilsson och Linda Ulvaeus.
År 2003 och 2008 visade SVT ett par porträttfilmer om och med henne. År 2013 medverkade hon i TV-programmet Pluras kök tillsammans med sångaren Oskar Linnros.
År 2016 tilldelades hon O'Neill-priset med motiveringen att "hon visar oss att människan alltid är någon annanstans, olik sig i varje ögonblick."

### Privatliv
Tillsammans med dansaren och koreografen Tilman O'Donnell har hon ett barn, samt ett barn sedan tidigare.

## Utmärkelser
- 2000 - Gunn Wållgren-stipendiet
- 2014 – Litteris et Artibus[10]
- 2016 – O'Neill-priset[11]

## Filmografi i urval
- 1985 – Mitt liv som hund
- 1986 – Ormens väg på hälleberget
- 1988 – Vargens tid
- 1988 – En far (TV-pjäs)
- 1989 – Vildanden (TV-pjäs)
- 1989 – Vägen hem
- 1992 – Söndagsbarn
- 1995 – Radioskugga (TV-serie)
- 1996 – Ett sorts Hades (TV-pjäs)
- 1996 – Ellinors bröllop
- 1997 – Slutspel
- 1998 – Personkrets 3:1 (TV-pjäs)
- 1999 – Maria, Jesu mor
- 2000 – Ljuset håller mig sällskap (dokumentär om fotografen Sven Nykvist)
- 2002 – Hus i helvete
- 2003 – Mannen som log
- 2003 – Norrmalmstorg (TV)
- 2004–2006 – Örnen (TV-serie)
- 2008 – Häxdansen (TV-serie)
- 2008 – Allt som inte syns
- 2012 – Odjuret (TV-serie)
- 2015 – Modus (TV-serie)
- 2015 – Bron (TV-serie)
- 2017 – Modus (TV-serie)
- 2022 – Nattryttarna (TV-serie)
- 2026 – Dante (röstroll)

## Teater

### Roller (ej komplett)
| År   | Roll                      | Produktion                                                           | Regi                    | Teater   |
| ---- | ------------------------- | -------------------------------------------------------------------- | ----------------------- | -------- |
| 1994 | Victoria Hon Hustrun Frun | Ett drömspel August Strindberg                                       | Robert Lepage           | Dramaten |
| 1997 | Anja                      | Körsbärsträdgården (Вишнёвый сад eller Visjnjovyj sad) Anton Tjechov | Peter Langdal           | Dramaten |
| 1998 | Anneli                    | Häxans dotter Maj Bylock                                             | Staffan Roos            | Dramaten |
| 2003 | Marie                     | Woyzeck Georg Büchner                                                | Stefan Larsson          | Dramaten |
| 2005 | Kvinnan                   | Sultanens hemlighet (alʼSultan al-hair) Tawfiq al-Hakim              | Eva Bergman             | Dramaten |
| 2008 | Martirio                  | Bernardas hus (La casa de Bernarda Alba) Federico Garcia Lorca       | Christian Tomner        | Dramaten |
| 2010 | Sara Goldblum             | Jerusalem 2010 Eva Bergman                                           | Eva Bergman             | Dramaten |
| 2010 | Ariel                     | Lilla stormen Kristian Hallberg                                      | Sally Palmquist Procopé | Dramaten |
| 2011 | Lida                      | En egen ö (Saari kaukana täältä) Laura Ruohonen                      | Jenny Andreasson        | Dramaten |
| 2012 | Fröken                    | Spöksonaten August Strindberg                                        | Mats Ek                 | Dramaten |
| 2015 | Adelaida                  | Idioten Mattias Andersson efter Fjodor Dostojevskij                  | Mattias Andersson       | Dramaten |
| 2016 | Hege                      | Fåglarna (Fuglane) Tarjei Vesaas                                     | Ole Anders Tandberg     | Dramaten |
| 2018 | Mary Page                 | Mary Page Marlowe Tracy Letts                                        | Alexander Mørk-Eidem    | Dramaten |
| 2019 | Döden                     | Lilla Döden hälsar på (La visite de Petite Mort) Kitty Crowther      | Ada Berger              | Dramaten |
| 2020 | Sara                      | Vakten vid Rhen (Watch on the Rhine) Lillian Hellman                 | Jenny Andreasson        | Dramaten |
| 2020 |                           | Berusade (Пьяные, P'yanyye) Ivan Vyrypaev                            | Tobias Theorell         | Dramaten |
| 2022 | Fru Linde                 | Ett dockhem (Et Dukkehjem) Henrik Ibsen                              | Anna Pettersson         | Dramaten |
| 2023 |                           | Konspiration Erik Uddenberg                                          | Suzanne Osten           | Dramaten |
| 2024 |                           | Frankas monster Emelie Östergren                                     | Carl Johan Karlson      | Dramaten |
| 2024 |                           | Kärlek på svenska Irena Kraus och Nadja Weiss                        | Nadja Weiss             | Dramaten |